# Åhus rådhus

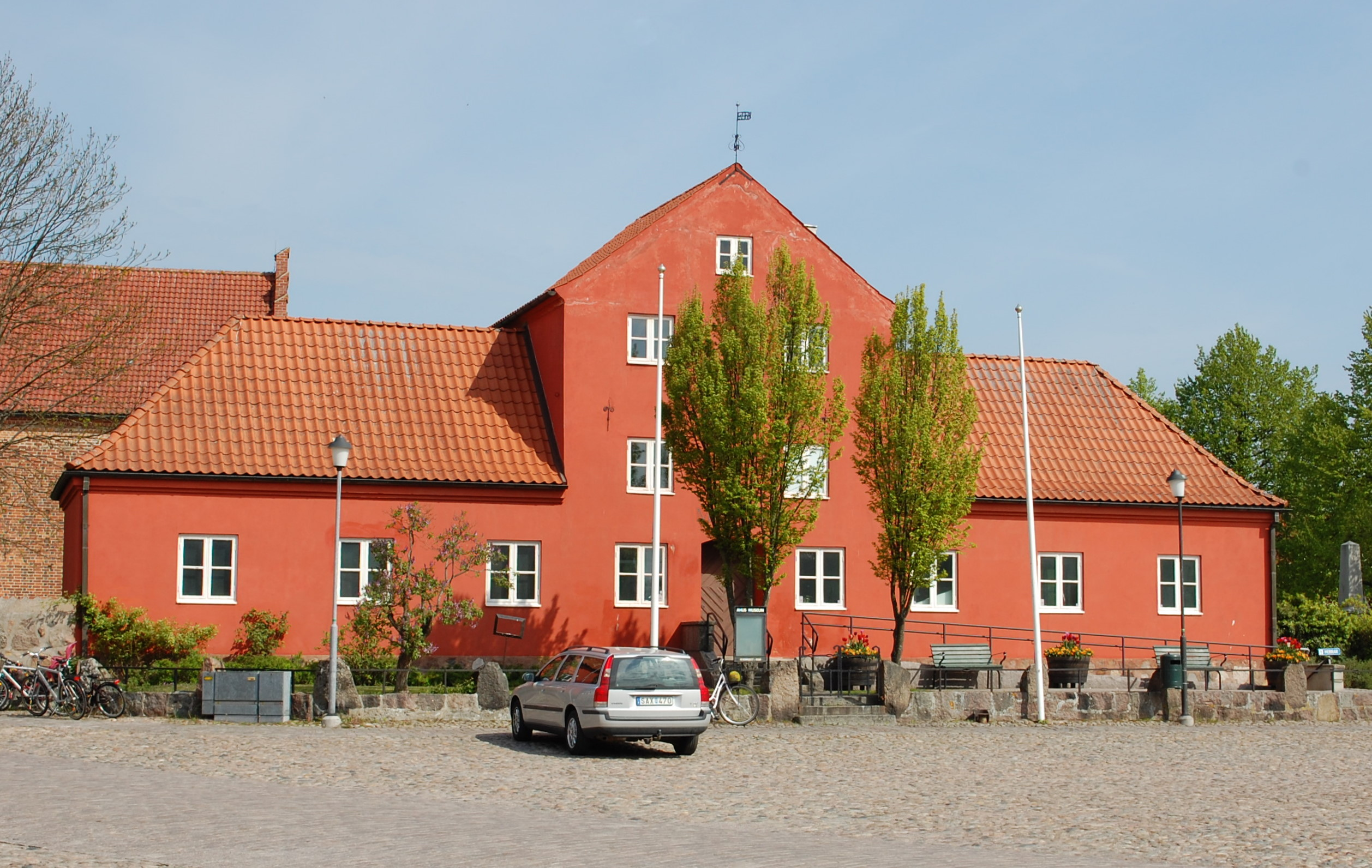
Rådhuset i Åhus vilket numera inrymmer Åhus museum

Åhus rådhus är en delvis medeltida byggnad belägen vid torget i Åhus.
Vid en byggnadsarkeologisk undersökning år 1975 konstaterades det att byggnadens mittparti innehöll medeltida tegelmurar till en höjd av två våningar medan den tredje våningen förmodligen tillkommit under renässansen. På grund av den medeltida tegelbyggnadens storlek och karaktär, samt det dominerande läget vid stadens kyrka och torg, kunde man vid undersökningen dra slutsatsen att det med största sannolikhet rör sig om stadens medeltida rådhus, vilket omnämns första gången i skrift år 1431. Dock tyder vissa byggnadsdetaljer på att byggnaden kan vara uppförd redan under 1300-talet.
De äldsta delarna av rådhuset i Åhus har därmed kunnat konstateras vara äldre än Vadstena rådhus, vilket brukar räknas som Sveriges äldsta bevarade rådhus. Dock var Åhus liksom övriga Skåne danskt under större delen av medeltiden.
Efter att Åhus upphört att vara stad 1617 övergick rådhuset förmodligen i privat ägo. År 1923 köptes det av Åhus köping och omgestaltades efter ritningar utförda 1925 av stadsarkitekten i Kristianstad Per Lennart Håkanson till kommunalhus. Bland annat revs byggnadens lägre sidopartier och nya uppfördes. Under 1950- talet blev byggnaden köpingens lånebibliotek. Sedan 1974 inrymmer byggnaden Åhus museum, en filial till Regionmuseet i Kristianstad.
Framför Åhus rådhus står den vikingatida runstenen Älleköpingestenen.